# ستيوارت نيومان
ستيوارت نيومان (بالإنجليزية: Stuart Newman)‏ هو أحيائي أمريكي، ولد في 4 أبريل 1945 في نيويورك في الولايات المتحدة.